# Траянів вал Подністров'я
Траянові вали Подністров'я — система валів, що тягнуться між містами Борщів і Кам'янець-Подільський. Мають переривчастий характер. Складаються з двох ешелонів центрального ланцюга і хаотично розкиданих валів.

## Розташування

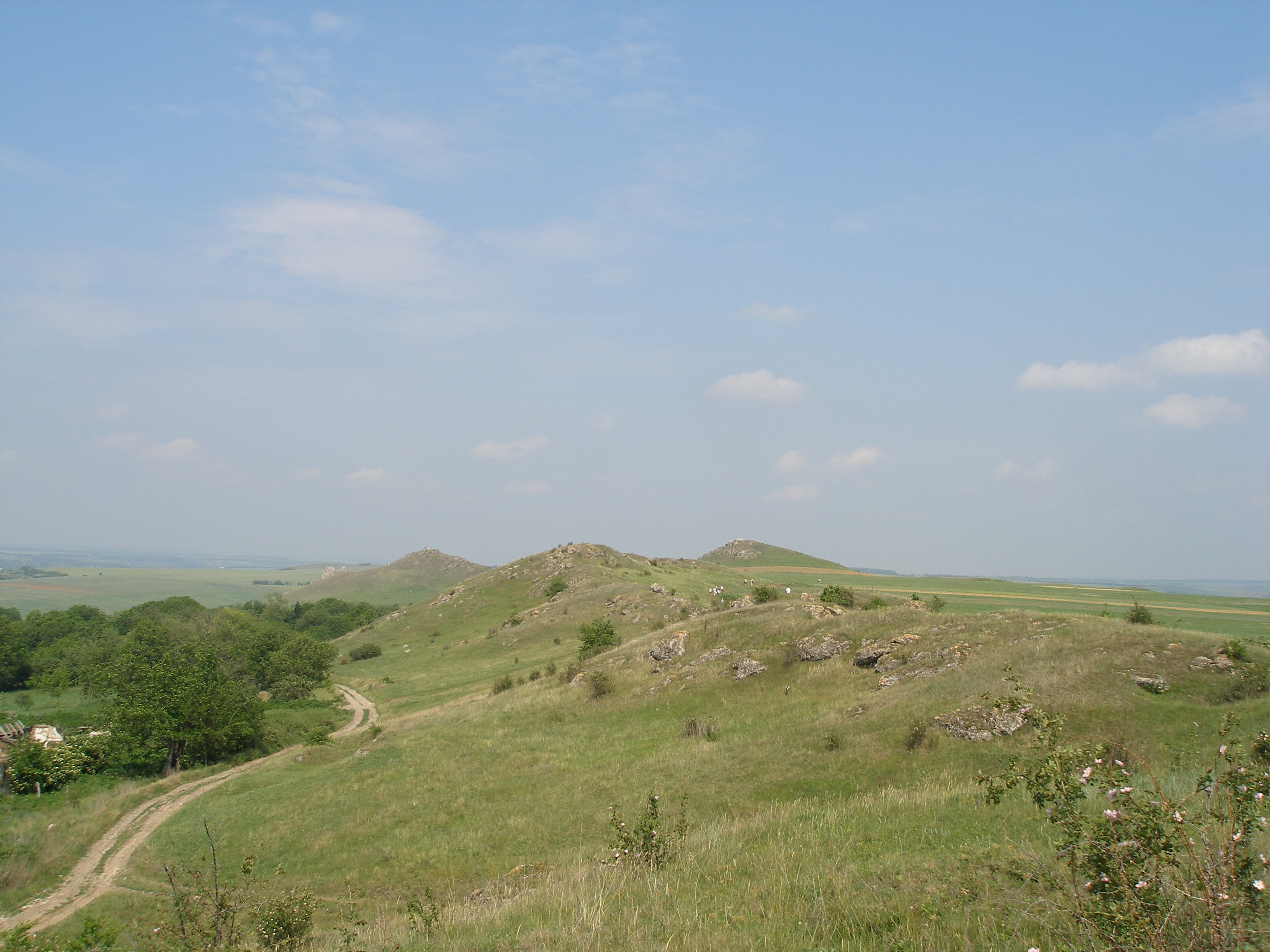
Траянів вал у с. Грушівці

Траянові вали середнього подністров'я

На території Тернопільської області Траянів вал фрагментами зберігся у південній частині Борщівського району. Вал починається у лісі, неподалік села Гермаківки. Він простягається вздовж нижньої течії річки Збруча в напрямку Дністра. Від Гермаківки тягнеться до села Залісся і далі до села Мілівців (на протилежному березі Збруча). Після розриву вал частинами простягається до Кудринців, Завалля, Панівців, Боришківців, Окопів, а звідти на Дністер, у район села Білівців. Траянів вал сягає висоти 6—8 метрів. Його ширина біля основи — до 20 метрів, верхнього гребеня насипу —2 і більше метрів. Вал насипаний із землі з домішкою глини. У деяких місцях він зміцнений кам'яним кріпленням. При розкопках валу неодноразово знаходили римські монети, уламки амфор та іншого посуду, прикраси.

## Гіпотези
Вважають, що Траянові вали на правому березі Дністра були насипані наприкінці I сторіччя нашої ери за наказом римського імператора Марка Ульпія Траяна і призначалися для захисту північних кордонів імперії від нападів ворожих племен. Проте деякі дослідники схильні трактувати це по-іншому, відносячи час побудови валу до більш ранніх періодів. Зокрема, деякі польські археологи вважали, що вал був насипаний скіфами. Це передусім стосується Траянових валів лівого берега Дністра, зокрема, Тернопільської області.